# Cambridge University Library
De Cambridge University Library is de bibliotheek van Cambridge University te Cambridge. Deze universiteitsbibliotheek behoort tot de zes bibliotheken in het Verenigd Koninkrijk met een wettelijke depotplicht voor iedere publicatie.
Vanaf eind 14e eeuw bezat de universiteit van Cambridge een eigen boekenverzameling. Begin vijftiende eeuw was deze verzameling ondergebracht in de Old Schools.
In 1934 werd de bibliotheek gehuisvest in een nieuw gebouw naar ontwerp van de architect Giles Gilbert Scott die ook de kathedraal van Liverpool heeft ontworpen en verschillende elektriciteitscentrales. Door de massieve vorm heeft de bibliotheek veel weg van een centrale. Het gebouw is sinds 1934 enkele keren vergroot. Aan de bibliotheek is de open opstelling opvallend, iets dat bij bibliotheken van deze omvang slechts zelden voorkomt. De bibliotheek bevat tegenwoordig meer dan 7 miljoen boeken.

## Bijzondere boeken
Cambridge University Library telt onder de grote verscheidenheid aan collecties vele bijzondere boeken en nalatenschappen, zoals bijvoorbeeld:
- een exemplaar van de Gutenbergbijbel (1455)
- de Codex Bezae, een belangrijk vroeg Bijbelhandschrift
- de Carmina Cantabrigiensia, een elfde-eeuws handschrift met middeleeuwse liederen
- het archief van Charles Darwin
- het archief van de Kathedraal van Ely
- de nalatenschappen van Isaac Newton, Lord Kelvin, Ernest Rutherford, Joseph Needham en andere geleerden
- het archief van het Royal Greenwich Observatory.
- het grootste deel van de manuscripten die afkomstig zijn uit de genizah van Caïro.

De bibliotheek heeft een verzameling van ongeveer 4600 incunabelen, drukken van vóór 1501.